# Edmonton Road Runners
Edmonton Road Runners byl profesionální kanadský klub ledního hokeje, který sídlil v Edmontonu v provincii Alberta. V letech 2004–2005 působil v profesionální soutěži American Hockey League. Road Runners ve své poslední sezóně v AHL skončily v základní části. Své domácí zápasy odehrával v hale Rexall Place s kapacitou 16 839 diváků. Klubové barvy byly modrá, červená a zlatá.
Založen byl v roce 2004 po přestěhování Toronto Roadrunners do Edmontonu. Klub byl během své existence farmou Edmontonu Oilers.

## Umístění v jednotlivých sezonách
Stručný přehled
Zdroj: 
- 2004–2005: American Hockey League (Severní divize)

Jednotlivé ročníky
Zdroj: 
Legenda: Z - zápasy, V - výhry, VP - výhry v prodloužení, R - remízy, P - porážky, PP - porážky v prodloužení, VG - vstřelené góly, OG - obdržené góly, +/- - rozdíl skóre, B - body, fialové podbarvení - reorganizace, změna skupiny či soutěže
| USA / Kanada (2004 – 2005) |                      |        |    |    |    |   |    |    |     |     |     |    |        |          |
| Sezóny                     | Liga                 | Úroveň | Z  | V  | VP | R | PP | P  | VG  | OG  | +/- | B  | Pozice | Play-off |
| 2004/05                    | AHL (Severní divize) | 2      | 80 | 32 | –  | – | 15 | 33 | 201 | 223 | -22 | 79 | 6.     | –        |